# جوان جيت
جوان جيت هو مغنية وكاتبة أغاني أمريكية ولدت في 22 سبتمبر 1958.

## روابط خارجية
جوان جيت على موقع IMDb (الإنجليزية)
- جوان جيت على موقع روتن توميتوز (الإنجليزية)
- جوان جيت على موقع ألو سيني (الفرنسية)
- جوان جيت على موقع ميوزك برينز (الإنجليزية)
- جوان جيت على موقع رولينغ ستون (الإنجليزية)
- جوان جيت على موقع أول موفي (الإنجليزية)
- جوان جيت على موقع قاعدة بيانات برودواي على الإنترنت (الإنجليزية)
- جوان جيت على موقع قاعدة بيانات الأفلام السويدية (السويدية)
- جوان جيت على موقع إن إن دي بي (الإنجليزية)
- جوان جيت على موقع أول ميوزيك (الإنجليزية)